# 琴櫻傑將

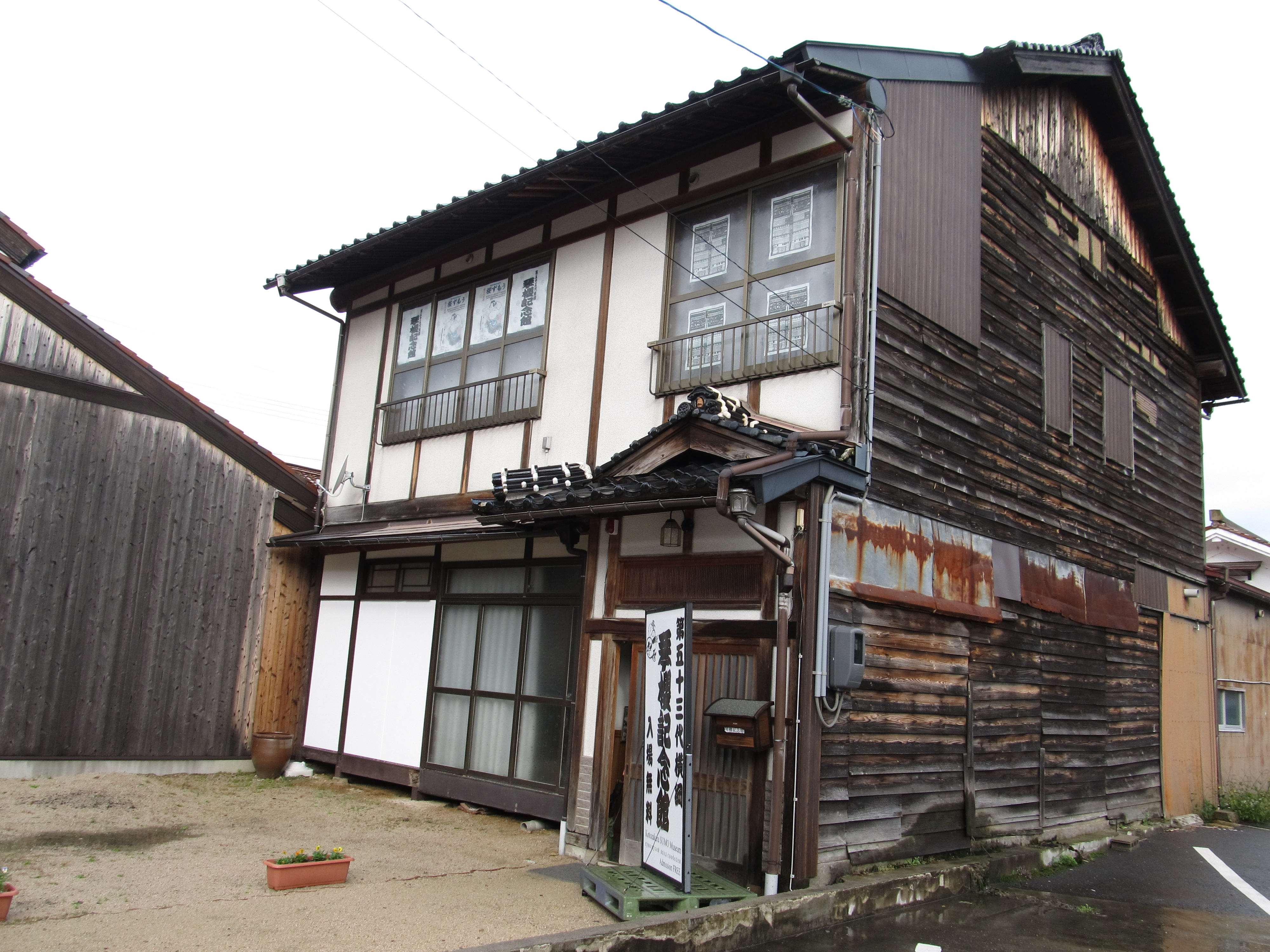
鳥取県倉吉市にある「第五十三代横綱琴櫻記念館」

琴櫻 傑將（ことざくら まさかつ、1940年11月26日 - 2007年8月14日）は、鳥取県東伯郡倉吉町（のちの鳥取県倉吉市）出身で佐渡ヶ嶽部屋に所属した大相撲力士。第53代横綱。本名は鎌谷 紀雄（かまたに のりお）。

## 来歴

### 幼少期～入門
1940年11月26日に、鳥取県倉吉町の借家地で警察官の子として誕生する。倉吉町立成徳小学校を卒業後、倉吉町立東中学校時代に実父から柔道を仕込まれ、本来は中学生では取得を認められていない段位を特例で認めてもらうほどの腕前にまで上達する。偶々柔道の全国大会のTV中継を見てその才能を見出し、そうして鳥取にやって来た佐渡ヶ嶽から熱心に勧誘されたが、周囲に反対されるもののどうにか了解を得て佐渡ヶ嶽部屋に入門、1959年1月場所に初土俵を踏んだ。卒業まで3ヶ月程残っていた鳥取県立倉吉農業高等学校には、特別に卒業扱いにさせて貰った。実質的に高校は卒業間近で中退したことに変わりはなく、孫の2代琴ノ若の大関昇進の際には「卒業間際に中退」と報道でも伝えられている。それでも本人は「中学卒業後に入っておけばよかった」「早く入門していれば、もっと早く横綱になっていたかもしれない」と高校に進学したことを悔いていた。なお、相撲部は正部員ではなく助っ人扱いだったといい、それでも相撲の全国大会に出場するなど活躍したとのこと。
四股名は番付に初めて載った時は本名の「鎌谷」だったが、関取昇進時に「琴櫻」へ改名した。これは佐渡ヶ嶽の現役名「琴錦」に、故郷にある「打吹公園」が桜の名所であることから付けられたもの。番付では琴櫻と書かれ、“琴桜”と書かれたものは存在しないが、本人はサインなどでは「琴桜」と書いていたという。師匠たちに目をかけられていたため兄弟子たちからの僻みもあったが、毎日午前3時には土俵に降りて猛稽古に励んだことで力を付けていった。

### 三役昇進へ
最初は左下手を取って投げるのを得意としておりどうしても柔道の癖が取り口に表れていたが、指導と琴ヶ濱貞雄との稽古で右四つの型を会得すると、1962年7月場所に十両へ昇進し、その場所を優勝。4場所目の1963年1月場所でも十両優勝を果たして3月場所に新入幕を果たした。1964年1月場所には新三役の場所6日目に、柏戸剛との取組で土俵上で足首を骨折する負傷で途中休場。翌場所も全休したため、十両まで陥落の憂き目に遭う。
休場して以降は本人曰く「まわしを取ると青竹で殴られた」「いつまでも腫れが引かない」という厳しい指導の下に己の相撲を改造し、怒濤の突き押し・強烈なぶちかましとのど輪で一気に攻める押し相撲を得意とし、「猛牛」との異名を取った。1967年9月場所では柏戸と佐田の山・豊山・北の富士と2横綱2大関を倒して11勝4敗という成績を残し、場所後に大関へ昇進する。1968年7月場所は13勝2敗の成績で幕内初優勝を果たした。
強くなるにつれて部屋には稽古相手がいなくなったため、出羽海部屋へ出稽古を行うようになった。琴櫻本人は後に「当時、名門の出羽海に出稽古なんて難しいはずなのに、師匠が頼み込んでくれた。その熱心さはどこにも負けないくらい、偉かった」と振り返っている。
大鵬幸喜には初顔から18連敗と全く歯が立たなかったが、1969年7月場所の初勝利以降は4勝4敗と健闘（最終対戦成績は4勝22敗）。大鵬が最後の幕内優勝を飾った1971年1月場所では唯一の黒星をつけた。しかし、負傷の多さから好不調の波が激しく、綱取り場所で10日目を終わってトップに立っていながら終盤に5連敗するなど不本意な成績が続き、散々な罵声を浴びた上に負け越しもあったため、「横綱に上がることは無理だろう」と、陰口を叩かれていた。蹴手繰りを得意とする海乃山勇にも手を焼き、大関昇進以降は4勝7敗と分が悪かった（最終対戦成績は15勝13敗）。

### 横綱昇進～現役引退
角番で迎えた1971年7月場所では、11日目の大麒麟戦に勝った一番が「八百長ではないか」とファンから非難が集中しし、大麒麟とともに審判部から「今後このようなことがないよう」との厳重な警告を受けた。
1972年3月場所12日目に大関・前の山に張り手で気絶・転がされた一番が相撲競技監察委員会から「無気力相撲」との警告を受けた。前日の貴ノ花との対戦では二本を差されながら櫓投げに仕留める相撲を見せており、これが状況証拠として扱われてしまった。前の山は翌日から休場し大関から陥落、琴櫻は「自分の気持は休場するぐらいのものではない」と言って出場を続け、14日目に優勝争いの先頭を行く平幕の魁傑を強烈なぶちかましで一蹴し、この場所優勝することになる弟弟子の長谷川の「援護射撃」を果たすが、場所終盤の話題は「無気力相撲」一色となってしまった。さらに5月場所は1勝しただけで残りを休場するなど、引退も噂され始めた。ところが、同じ二所ノ関一門出身であり自身が平素から懇意にしていた、相撲評論家の神風正一と対談した際に元気づけられ、横綱を目指す決意を固める。7月場所は5日目まで1勝4敗で引退も頭によぎったが、その時生まれたばかりの長女(後の娘婿・初代琴ノ若の妻)のことが頭に浮かび「この子が大きくなった時、胸を張れる成績を残しておかなきゃ」と奮い立った。この年の11月場所では14勝1敗で3度目の優勝を果たすと、綱取りとなる1973年1月場所は前評判の高くない中14勝1敗で連覇を果たす。
1月場所後の横綱審議委員会では約30分の審議の末、過去の角番3回や大関時代の勝率の低さ、年齢からくる将来性が不安視されたものの、連続優勝であること及び1月場所千秋楽の北の富士戦の内容が高く評価され、結果として8人の委員（出席5人、賛成の委任状3人）が全会一致で横綱推薦の答申を出した。横審委員長の舟橋聖一は「もちろん二場所連続優勝が大きなウエートを占めたが、世論も起っていることだし、力量、成績とも抜群ということだ。」と述べ、委員の一人高橋義孝は「ここ2場所の姿は、以前に比べて別人のごとくなったことで、過去のことは吹き飛んだ。丈夫で長持ちする横綱になるだろう。」と述べた。横綱昇進伝達式では「横綱の地位をけがさぬよう、より努力し、一生懸命頑張ります」と口上を述べた。
横綱昇進時の年齢（32歳2ヶ月）は横審の「2場所連続優勝を原則とする」の内規が定められた年6場所制における最高齢で、「遅咲きの桜、ようやく満開」「姥桜の狂い咲き」とも呼ばれた。大関在位32場所の長期在位（豊山勝男の大関在位記録にあと2場所と迫っていた。現在は武蔵丸光洋と並ぶ史上1位タイのスロー出世記録）で晴れて横綱に昇進したが、当時の関取としてはいつ引退してもおかしくない年齢で、2場所連続優勝を果たしたため年齢という不安要素に関係なく昇進したようなものであった。だが高齢での昇進であったことは本人も重々承知していたようで、後援会から贈られた数多くの化粧廻しを見て「こんなに長く務まるか不安だ」と漏らしたという。しかも横綱土俵入りは当時から短命のジンクスが有り後継者が少ない「不知火型」を敢えて選択した（指導は宮城野と大鵬）。
それでも同年7月場所は14勝1敗で、唯一負けた相手である北の富士との優勝決定戦で勝利して優勝を決め、横綱に対する不安の声を一蹴した。しかし琴櫻の不安は的中して、体力の衰えも重なって長く務めることができず、横綱在位は僅か8場所で、持病の左ひざ痛が治らないことから再起ができないと悟り、1974年7月場所初日の3日前に引退を表明した。対戦力士の中で一番苦手としていたのは三重ノ海で、対戦成績は7勝11敗・横綱昇進までは3勝9敗だった。

### 引退後・熱心な勧誘
引退後は年寄・白玉を襲名したが、僅か10日後に佐渡ヶ嶽が死去したため、佐渡ヶ嶽代理を経て「佐渡ヶ嶽」を襲名して部屋を継承した。翌1975年2月1日に引退相撲が開催され、太刀持ちに北の湖、露払いに輪島を従えて最後の横綱土俵入りを執り行った。断髪式では師匠が死去していたため、祖師匠にあたる二所ノ関が止め鋏を入れた。
当初は独立して「白玉部屋」を興す意向であったことから現役時代より内弟子を集めていた。大関では琴風豪規（内弟子として入門）・琴欧洲勝紀（停年退職直後に昇進）・琴光喜啓司・琴奨菊和弘（いずれも停年退職後に昇進）、関脇では琴ヶ梅剛史・琴富士孝也・琴錦功宗・琴ノ若晴將の4人、小結では琴稲妻佳弘を始め、合計22人の関取を育成した。自身が師匠をつとめた間、幕内優勝力士は4人（琴風・琴富士・琴錦・琴光喜）を輩出した。1990年代初頭には幕内力士7人を擁し、「七琴」「佐渡ヶ嶽軍団」と呼ばれて幕内の最大勢力だったこともある。 
稽古自体は非常に厳しく、ある時弟子の琴ノ若が腕部の脱臼で稽古を休んだ際は「稽古場に下りてこい、弱い部分は鍛えるしかないんだ」と腕立て伏せを行って筋肉で患部をカバーするように指導した。琴ノ若は、引退後の2023年5月場所7日目のNHK大相撲中継で「もちろん稽古でケガが治るわけじゃないけど、考え方をプラス思考に変えるということがこの教えに含まれている」とただの根性論ではないと、現代では問題になりかねない指導法についてフォローした。一方で、気配りが上手で面倒見が良く、弟子たちからは慕われていた。50歳を過ぎてからも自ら廻しを締めて胸を出すなど、非常に指導熱心であった。解説の際には弟子の取組に対して思わず「そこだ、押せ」「よし、行け」といった具合に声が出てしまう場面も見られた。真面目で誠実な人柄・スカウト熱心で知られ、後援会組織を全国に持っていたこともあるが、いかなる僻地でも最終的には自らが足を運んで勧誘した。その熱心さに、時には相手方が固辞している場合でも半ば強引に口説き落とすこともあったといわれている。また、「元横綱の私より足が大きいからこの子は大物になれる」「お前なら数年で関取になれるぞ」など、はったりのような口説き文句で入門を決意させることも多かったという。引退後、部屋の稽古場に新しく土俵を2面設け、弟子たちの稽古に役立てた。
日本相撲協会では1992年から6期12年に渡って、理事として審判部長・名古屋場所部長を歴任、北の湖理事長1期目には事業部長に就任した。その一方で大相撲放送の解説を務めることも多かった。審判部副部長時代には、1986年5月場所8日目の小錦八十吉 - 北尾光司戦で、VTRでは北尾の足が先に俵を割り込んでいるように見えたにもかかわらず、同体・取り直しの裁決を行い、その取り直しの一番で小錦が鯖折りを受けて致命的な負傷を負ったため後に議論を呼んだ。
1996年には愛娘と結婚した琴ノ若（当時は「琴の若」）を養子として迎え入れた。
2005年11月25日に定年退職を迎えた。同年11月場所の千秋楽までは協会に残ることができたが、部屋持ちの親方が退職するとその部屋の力士が出場できなくなる規定があるため、同日に引退した琴ノ若に年寄・佐渡ヶ嶽を譲り、奇しくも2代続けての本場所途中の部屋継承劇となった。琴風に続く大関が育たなかったのが悩みだったが、退職直後に琴欧州が大関昇進を決め、喜びのコメントが紹介された。なお、場所後に行なわれた琴欧州の大関昇進伝達式では、日本相撲協会の計らいにより、佐渡ヶ嶽親方夫妻と共に同席が認められた。

### 晩年・病との戦い、66歳で死去
2000年11月26日に還暦（満60歳）を迎えたものの、この頃から体調不良等が続いた理由により還暦土俵入りは行われず赤い綱を受け取るのみであった。
2004年には糖尿病の悪化に伴う壊疽を発症したため、左足を足首から切断する手術を受けた。そのため、これ以降は杖を付きながら義足での歩行を余儀なくされた。10ヶ月の入院生活を経て2005年に退院するが、手術では弱っていた心臓が止まったこともあった。佐渡ヶ嶽は2007年にも心筋梗塞の手術を受け、入退院を繰り返していた。
2007年7月場所後にも琴光喜が苦労の末に大関昇進を果たした。2007年7月25日に行われた琴光喜の大関昇進伝達式では、後ろの方で椅子に座りながらその光景を見届けている。「自分が大関になった時より嬉しい」と目を潤ませながらコメントを述べたが、これが結果的に佐渡ヶ嶽の生涯最後の仕事となった。
琴光喜の大関昇進決定から僅か20日後の2007年8月14日18時19分、佐渡ヶ嶽は敗血症による多臓器不全のため千葉県松戸市の千葉西総合病院で死去した。66歳没。死の直前、サッカー問題で謹慎処分を受けていた横綱の朝青龍明徳を気に掛け、「土俵に戻って欲しい」とのメッセージを遺していた。佐渡ヶ嶽部屋としての葬儀は、同年8月21日に執り行われた。
墓は東京都立八柱霊園内にある。

## エピソード
- 1963年（昭和38年）11月11日に発生した佐渡ヶ嶽部屋フグ中毒事件の際、琴櫻は東前頭筆頭としてその場に居合わせていた。本人は件のふぐ入りちゃんことは別に用意されていた鯛入りのちゃんこを食べていた為に難を逃れている。
- 1967年、英米合作映画「007は二度死ぬ」にて、蔵前国技館で富士錦と取組をする力士として登場している。
- 琴櫻の「バーン」というカチ上げ音に、取組をテレビで見ていたアンドレ・ザ・ジャイアントが、「あれは何なんだ?」と目を白黒させて驚いたという。自身の現役時代には「上体の力には世界一の自信がある」と語っていた。
- 親方になってからは新弟子のスカウトに非常に熱心で、素質の良い少年がいると聞くと、いかなる僻地であっても直ちにスカウトに向かうことで知られた。知人から素質のある少年の情報を聞いた当日にその少年の家へ押しかけ、その日のうちに本人を連れて部屋に帰って来たこともあるほどで、最初に情報を提供した知人は琴櫻の行動のあまりの早さに仰天したという。また、後に佐渡ヶ嶽部屋の後継者となる琴ノ若をスカウトした時には、本人が固辞するのも構わず、山形県尾花沢市にある琴ノ若の実家を10回以上も訪れて説得を繰り返したという逸話も伝わっている。
- 琴櫻の死後、佐渡ヶ嶽部屋の稽古場で琴櫻らしき足音を何人もの力士が聞いたという。琴欧州は「オーラの泉」（2008年9月6日放送分）に出演した際にこの不思議な体験を告白した。佐渡ヶ嶽部屋の力士たちは、先代（琴櫻）が死後も皆のことを心配して稽古場の様子を見に現れたのではないかと話しているという。
- 琴櫻は故郷倉吉市の名誉市民に推戴され、その功績を讃えて倉吉市では「櫻杯争奪相撲選手権大会」が毎年4月に開催されている[15]。
- 2009年4月20日、成徳小学校前の銅像の頭部に女性用下着が付いているのを、当時の倉吉市長が発見した。倉吉警察署は軽犯罪として捜査すると共に、市と連携して再発防止に努めている[16]。
- 琴櫻の引退以降、2015年3月場所で石浦が十両に昇進するまでの41年間、鳥取県出身の関取が不在であった[17]。
- 生前、孫の将且（初代琴ノ若の長男）に、大関昇進後であれば「琴櫻」の四股名を継がせてもよいと初代琴ノ若に伝えていたという[18]。将且は2015年11月場所で琴鎌谷の四股名で初土俵、2019年7月場所で新十両昇進を機に琴ノ若を襲名[19]、2024年3月場所で大関に昇進後は、1場所だけ琴ノ若の名で大関を務めた後、翌5月場所より琴櫻を襲名した[20]。
- 戦前・戦中生まれで横綱に昇進した力士や最高位が横綱の力士が協会に残ったのは琴櫻が最後だった。
- 定年制が導入して以降、2022年時点で不知火型を経験した横綱が定年を迎えたのは琴櫻のみである（他の横綱は定年前に死亡または退職）。
- 長男の紀寿は明大中野高校で相撲部に所属[21]、後に佐渡ヶ嶽部屋のサブマネージャーを務めた[22]。

### 琴櫻の葬儀に関するエピソード
- 娘婿である初代琴ノ若は、家族として臨終の場に居合わせたが、当時は夏巡業の最中だった。佐渡ヶ嶽は部屋の師匠であると同時に義理の息子であり、葬儀において喪主を務める立場にあったための行動だったが、一方で当時メディアのインタビューに「（巡業を切り上げて戻ってきた自分に対して琴櫻は）本当はかなり怒っているだろう」とも述べた。
- 生前の琴櫻が「力士たるものは、本場所であれ巡業であれ花相撲であれ、土俵上の務めを最後まで全うしなければならない」という考えを持ち、日頃から弟子たちにもそのように指導していたことが影響しているものと見られている。佐渡ヶ嶽は上述の通り危篤の知らせを受けて巡業を切り上げたものの、その当時現役力士だった琴欧洲・琴光喜・琴奨菊・琴春日は「師匠の教えを守るように」との指示を受けたため葬儀に参列できず、巡業が終わって部屋に戻ってから琴櫻の遺骨が納められた骨壷の前に手を合わせることとなった。

## 主な成績

### 通算成績
- 通算成績：723勝428敗77休 勝率.628
- 幕内成績：553勝345敗77休 勝率.616
- 横綱成績：66勝34敗20休 勝率.660
- 大関成績：287勝159敗34休 勝率.643
- 幕内在位：65場所（番付上では66場所）
- 横綱在位：8場所（番付上では9場所）
- 大関在位：32場所
- 三役在位：15場所（関脇7場所、小結8場所）
- 連続6場所勝利：72勝（1972年9月場所 - 1973年7月場所、1972年11月場所 - 1973年9月場所）
- 通算（幕内）連続勝ち越し記録：13場所（1969年3月場所 - 1971年3月場所）
- 幕内連続2桁勝利記録：5場所（1972年11月場所 - 1973年7月場所）

### 各段優勝
- 幕内最高優勝：5回（1968年7月場所、1969年3月場所、1972年11月場所、1973年1月場所、1973年7月場所）[1]
- 十両優勝：2回（1962年7月場所、1963年1月場所）
- 三段目優勝：1回（1960年1月場所）

### 三賞・金星
- 三賞：6回
  - 殊勲賞：4回（1963年11月場所、1965年9月場所、1966年11月場所、1967年9月場所）
  - 敢闘賞：2回（1963年9月場所、1967年7月場所）
- 雷電賞：1回（1963年9月場所）
- 金星2個（柏戸1個、佐田の山1個）

### 場所別成績
| | 一月場所 初場所（東京） | 三月場所 春場所（大阪） | 五月場所 夏場所（東京） | 七月場所 名古屋場所（愛知） | 九月場所 秋場所（東京） | 十一月場所 九州場所（福岡） |
| --- | ----------------------- | ----------------------- | ----------------------- | --------------------------- | ----------------------- | --------------------------- |
| 1959年 （昭和34年） | （前相撲）              | 東序ノ口20枚目 7–1      | 東序二段93枚目 6–2      | 東序二段55枚目 6–2          | 西序二段21枚目 6–2      | 西三段目85枚目 6–2          |
| 1960年 （昭和35年） | 東三段目52枚目 優勝 7–1 | 東三段目17枚目 4–4      | 東三段目17枚目 3–5      | 東三段目29枚目 6–1          | 東幕下84枚目 5–2        | 西幕下68枚目 6–1            |
| 1961年 （昭和36年） | 西幕下46枚目 5–2        | 西幕下33枚目 4–3        | 東幕下24枚目 4–3        | 西幕下20枚目 3–4            | 東幕下25枚目 2–5        | 東幕下37枚目 7–0            |
| 1962年 （昭和37年） | 東幕下7枚目 3–4         | 東幕下9枚目 5–2         | 東幕下2枚目 6–1         | 東十両16枚目 優勝 11–4      | 西十両7枚目 7–8         | 西十両8枚目 8–7             |
| 1963年 （昭和38年） | 西十両4枚目 優勝 13–2   | 東前頭13枚目 6–9        | 東十両2枚目 11–4        | 東前頭15枚目 9–6            | 西前頭9枚目 12–3 敢     | 東前頭筆頭 8–7 殊           |
| 1964年 （昭和39年） | 西小結 3–4–8            | 東前頭5枚目 休場 0–0–15 | 東前頭15枚目 5–10       | 西十両2枚目 9–6             | 東十両筆頭 10–5         | 東前頭12枚目 10–5           |
| 1965年 （昭和40年） | 西前頭4枚目 10–5        | 西小結 8–7              | 西関脇 8–7              | 東関脇 6–9                  | 東前頭筆頭 9–6 殊★      | 西小結 10–5                 |
| 1966年 （昭和41年） | 東小結 8–7              | 東小結 5–10             | 東前頭3枚目 10–5        | 東小結 9–6                  | 西関脇 7–8              | 西小結 10–5 殊              |
| 1967年 （昭和42年） | 東関脇 8–7              | 東関脇 7–8              | 東小結 10–5             | 西関脇 11–4 敢              | 東関脇 11–4 殊          | 東張出大関 8–7              |
| 1968年 （昭和43年） | 西張出大関 10–5         | 東張出大関 10–5         | 東張出大関 9–6          | 西張出大関 13–2             | 東大関 6–5–4            | 東張出大関 10–5             |
| 1969年 （昭和44年） | 東張出大関 5–10         | 東張出大関 13–2         | 東大関 8–7              | 東張出大関 11–4             | 西大関 10–5             | 東張出大関 9–6              |
| 1970年 （昭和45年） | 東張出大関 9–6          | 西大関 10–5             | 東大関 9–6              | 西大関 11–4                 | 西大関 8–7              | 東張出大関 9–6              |
| 1971年 （昭和46年） | 東張出大関 9–6          | 西大関 11–4             | 東大関 2–4–9            | 西張出大関 9–6              | 東張出大関 10–5         | 西大関 2–4–9                |
| 1972年 （昭和47年） | 西張出大関 10–5         | 東大関 10–5             | 東大関 1–2–12           | 西張出大関 8–7              | 西大関 9–6              | 西張出大関 14–1             |
| 1973年 （昭和48年） | 東大関 14–1             | 東横綱 11–4             | 西横綱 10–5             | 西横綱 14–1                 | 東横綱 9–6              | 西横綱 11–4                 |
| 1974年 （昭和49年） | 西横綱 3–3–9            | 西横綱 8–7              | 西横綱 0–4–11           | 西横綱 引退 –               | x                       | x                           |
| 各欄の数字は、「勝ち-負け-休場」を示す。 優勝 引退 休場 十両 幕下 三賞：敢=敢闘賞、殊=殊勲賞、技=技能賞 その他：★=金星 番付階級：幕内 - 十両 - 幕下 - 三段目 - 序二段 - 序ノ口 幕内序列：横綱 - 大関 - 関脇 - 小結 - 前頭（「#数字」は各位内の序列） |                         |                         |                         |                             |                         |                             |

### 幕内対戦成績
| 力士名   | 勝数  | 負数 | 力士名     | 勝数 | 負数 | 力士名     | 勝数  | 負数 | 力士名         | 勝数 | 負数  |
| -------- | ----- | ---- | ---------- | ---- | ---- | ---------- | ----- | ---- | -------------- | ---- | ----- |
| 青ノ里   | 5     | 2    | 浅瀬川     | 9    | 1    | 朝登       | 4     | 0    | 旭國           | 5    | 1     |
| 天津風   | 1(1)  | 1    | 荒勢(荒瀬) | 0    | 1    | 荒波       | 2     | 0    | 岩風           | 0    | 4     |
| 宇多川   | 3     | 1    | 追手山     | 1    | 0    | 扇山       | 1     | 0    | 大錦           | 1    | 1     |
| 大晃     | 1     | 1    | 岡ノ山     | 1    | 0    | 魁傑       | 10    | 4(1) | 海乃山         | 15   | 13    |
| 開隆山   | 4     | 1    | 柏戸       | 9    | 16   | 和晃       | 1     | 0    | 金乃花         | 2    | 1     |
| 北瀬海   | 3     | 0    | 北の湖     | 6    | 2    | 北ノ國     | 0     | 1    | 北の富士       | 19*  | 30(1) |
| 北葉山   | 8(1)  | 2    | 君錦       | 0    | 1    | 清國       | 28    | 20   | 清ノ森(清瀬川) | 2    | 0     |
| 黒姫山   | 10    | 5    | 高鐵山     | 11   | 2    | 金剛       | 8     | 1    | 逆鉾           | 2    | 0     |
| 佐田の山 | 5     | 12   | 沢光       | 1    | 0    | 大峩(錦洋) | 3     | 1    | 大麒麟         | 24   | 19(1) |
| 大豪     | 5(1)  | 3    | 大受       | 11   | 5    | 大雪       | 1     | 0    | 大鵬           | 4    | 22    |
| 大雄     | 8     | 1    | 大竜川     | 2    | 0    | 貴ノ花     | 10(1) | 7(2) | 高見山         | 22   | 7     |
| 玉の海   | 12    | 25   | 常錦       | 1    | 2    | 鶴ヶ嶺     | 4     | 1    | 天龍           | 1    | 0     |
| 時葉山   | 3     | 1    | 栃東       | 14   | 3    | 栃王山     | 6     | 1    | 栃ノ海         | 3(1) | 6(1)  |
| 栃光     | 4     | 4    | 栃富士     | 1    | 0    | 豊國       | 9     | 5    | 羽黒岩         | 9(1) | 2     |
| 羽黒花   | 3     | 1    | 羽黒山     | 2    | 3    | 花光       | 2     | 2    | 廣川           | 1    | 2     |
| 福の花   | 19    | 5    | 房錦       | 5    | 1    | 富士櫻     | 7     | 2    | 富士錦         | 4    | 6     |
| 藤ノ川   | 11    | 9    | 二子岳     | 11   | 3    | 星甲       | 1     | 0    | 前田川         | 4    | 0     |
| 前の山   | 17(1) | 15   | 増位山     | 5    | 0    | 三重ノ海   | 7     | 11   | 禊鳳           | 2(1) | 0     |
| 明武谷   | 12    | 5    | 陸奥嵐     | 15   | 3    | 豊山       | 16    | 7    | 豊山           | 6    | 3     |
| 吉王山   | 1     | 1    | 義ノ花     | 6    | 1    | 琉王       | 1     | 1    | 龍虎           | 16   | 2     |
| 若獅子   | 0     | 1    | 若杉山     | 1    | 0    | 若秩父     | 1     | 2    | 若天龍         | 2(1) | 1     |
| 若浪     | 10    | 2    | 若鳴門     | 2    | 0    | 若ノ海     | 1     | 0    | 若羽黒         | 2    | 1     |
| 若二瀬   | 10    | 1    | 若前田     | 0    | 1    | 若見山     | 4     | 3    | 輪島           | 6    | 7(1)  |
| 鷲羽山   | 2     | 1    |            |      |      |            |       |      |                |      |       |

- 他に優勝決定戦で北の富士に1勝がある。

## 改名歴
- 鎌谷 紀雄（かまたに のりお）：1959年1月場所
- 琴櫻 紀雄（ことざくら - ）：1959年3月場所 - 1965年11月場所
- 琴櫻 傑將（ - まさかつ）：1966年1月場所 - 1966年5月場所
- 琴櫻 紀雄（ - のりお）：1966年7月場所 - 1967年3月場所
- 琴櫻 傑將（ - まさかつ）：1967年5月場所 - 1974年7月場所

## 年寄変遷
- 白玉 傑將（しらたま まさかつ）：1974年7月4日 - 1974年7月26日
- 佐渡ヶ嶽 慶兼（さどがたけ よしかね）：1974年7月26日 - 2005年11月25日

## 表彰
- 2003年 倉吉市名誉市民[23]